# Clyde (Kalifornia)
Clyde statisztikai település az USA Kalifornia államának Contra Costa megyéjében. Lakosainak száma 729 fő (2020. április 1.).

## Népesség
A település népességének változása:

| 2010 | 678 |
| 2020 | 729 |